# Bolax flavolineata
Bolax flavolineata är en skalbaggsart som beskrevs av Mannerheim 1829. Bolax flavolineata ingår i släktet Bolax och familjen Rutelidae. Inga underarter finns listade.